# تلویزیون پلی‌بوی
تلویزیون پلی‌بوی (در انگلیسی: Playboy TV) یک کانال اشتراکی مربوط به بزرگسالان است که مشترکین آن با پرداخت مبلغی ماهیانه از برنامه‌های تلویزیونی آن استفاده می‌کنند. شبکه تلویزیونی پلی‌بوی از طریق شبکه کابلی، ماهواره و همچنین اینترنت برای مشترکین خود پخش می‌شود. شبکه تلویزیونی پلی‌بوی متعلق به کمپانی پلی‌بوی انترپرایز است که ناشر مجله مشهور پلی‌بوی می‌باشد.
شبکه تلویزیونی پلی‌بوی، برخلاف رویه مجله پلی‌بوی که هم‌آغوشی جنسی را نشان نمی‌دهد، به پخش فیلم‌های پورنو و هم‌آغوشی جنسی می‌پردازد، اما از قوانینی خاص پیروی می‌کند و از نشان دادن برخی مسایل جنسی از جمله نشان دادن منی پرهیز می‌کند.
تماشای تلویزیون پلی‌بوی بخاطر داشتن «محتویات و مسائل جنسی مربوط به بزرگسالان»، برای جوانان زیر ۱۸ سال مجاز نیست.

## برخی از برنامه‌های پلی‌بوی تی‌وی
- دفتر خاطرات کفش قرمز
- 7 Lives Xposed
- Adult Stars Close Up
- The BANG
- Busted
- The Extreme Truth
- Foursome
- The Helmetcam Show
- Jenna's American Sex Star
- Naughty Amateur Home Videos
- Night Calls
- Private Calls
- Queen of Clubs
- Sexcetera
- Sex Court
- Sexy Girls Next Door
- Sexy Urban Legends
- Stripsearch
- Totally Busted
- Tour Girls
- X-Mates
- The Weekend Flash